# Kirianowce
Kirianowce (biał. Кір’янаўцы, Kirjanaucy; ros. Кирьяновцы, Kirjanowcy) – wieś na Białorusi, w obwodzie grodzieńskim, w rejonie lidzkim, w sielsowiecie Berdówka.
W pobliżu znajduje się przystanek kolejowy Kirianowce, położony na linii Mołodeczno – Lida.

## Historia
W dwudziestoleciu międzywojennym leżały w Polsce, w województwie nowogródzkim, w powiecie lidzkim, w gminie Lida. W 1921 miejscowość liczyła 116 mieszkańców, zamieszkałych w 25 budynkach, w tym 101 Białorusinów i 15 Polaków. 67 mieszkańców było wyznania prawosławnego i 49 rzymskokatolickiego. Były wówczas siedzibą rzymskokatolickiej parafii św. Trójcy (obecnie nieistniejącej).
Po II wojnie światowej w granicach Związku Sowieckiego. Od 1991 w niepodległej Białorusi.